# Uloborus albofasciatus
Uloborus albofasciatus är en spindelart som beskrevs av Pater Chrysanthus 1967. Uloborus albofasciatus ingår i släktet Uloborus och familjen krusnätsspindlar. Inga underarter finns listade i Catalogue of Life.